# Hochheim (Erfurt)
Hochheim ist ein Stadtteil von Erfurt in Thüringen.

## Geografie
Der Ort liegt an der Gera südwestlich des Stadtkerns. Der Ortsteil liegt im Durchbruchstal der Gera zwischen der Zitadelle Cyriaksburg im Nordwesten und dem Steigerwald im Südosten. Er ist bereits mit der Stadt Erfurt zusammengewachsen. Im Norden der Gemarkung Hochheims liegen unter anderem die Messe Erfurt und große Teile der ega. Angrenzende Stadtteile sind die Brühlervorstadt im Nordosten, Schmira im Westen und Bischleben im Süden. Mittelpunkt des Dorfes ist der Hochheimer Platz, umgeben vom alten Dorfkern Hochheims mit seinen Gehöften und Bauernhäusern. Um 1900 erweiterte sich der Ort nach Osten hin zur Bahnstrecke und an der Poststraße entstand eine gründerzeitliche Bebauung mit Mietshäusern. Im 20. Jahrhundert folgten ausgedehnte Einfamilienhausgebiete im gesamten Norden der Ortsflur entlang der Wartburgstraße mit nahtlosem Übergang zur Bebauung der Brühlervorstadt. Diese in Südhanglage gelegene Siedlung zählt zu den teuersten Wohnlagen Erfurts und wird bis in die heutige Zeit nachverdichtet (etwa durch Aufteilung sehr großer Grundstücke).

## Geschichte

Karte von Hochheim (1843)

Eine ausgedehnte Wallburg befand sich einen Kilometer südlich von Hochheim am Westrand des Steigers. Die Wallburg war mit einem bogenförmig verlaufenden Wall und Graben sowie mit dem Steilhang gesichert. Funde von Keramik und Steingeräten beweisen, dass hier in der Hallstatt- bis Latènezeit gesiedelt wurde.
779 wurde Hochheim zum ersten Mal urkundlich erwähnt. Im Dreißigjährigen Krieg verlor das Dorf seine Eigenständigkeit und wurde zwischen 1632 und 1635 der Stadt Erfurt unterstellt. Für Unruhe sorgte 1634 die Tatsache, dass die Hochheimer Bauern nicht zur lutherischen Kirche konvertieren wollten, sondern am katholischen Glauben festhielten. Daraufhin wollte der Erfurter Stadtrat das Dorf samt Kirche niederreißen lassen, wozu es jedoch nicht kam. Letztlich akzeptierte die Stadt Erfurt, dass die Hochheimer weiterhin Katholiken sein wollten. 1682/1683 wüteten Pest und Hungersnot in Hochheim. Dabei starben zahlreiche Menschen. Das Leid konnte jedoch durch Lebensmittelspenden der benachbarten Bischlebener Bauern etwas abgemildert werden. Bei einem Brand im Jahr 1710 wurden im Dorf 50 Gebäude zerstört.
Die Einweihung der neuen Kirche folgte im Jahr 1731. 1774 wurde die Marienkapelle im Südwesten des Ortes erbaut. 1802 wurde Hochheim gemeinsam mit Erfurt preußisch. Damit wurde auch offiziell der Status eines Küchendorfs aufgehoben. Die Eisenbahnlinie durch Hochheim (siehe Thüringer Bahn) wurde 1847 errichtet, jedoch erhielt der Ort keinen eigenen Bahnhof. Die nächsten Bahnhöfe sind Erfurt Hbf im Nordosten und Bischleben im Südwesten. Allerdings befand sich im Ort eine Blockstelle, die an der zeitweilig (zwischen den Weltkriegen) viergleisigen und seit 2017 fünfgleisigen (zwei neue Gleise für die Schnellfahrstrecke Nürnberg–Erfurt) Bahnstrecke für den Zugbetrieb eine gewisse Bedeutung besaß. 1852 wurde die Landstraße zum Brühlertor nach Erfurt befestigt. Im Jahr 1938 erfolgte die Eingemeindung nach Erfurt. Zwischen 1951 und 1975 hatte Hochheim Anschluss an das Obus-Netz der Stadt Erfurt.

### Einwohnerentwicklung
| Jahr      | 1843 | 1910 | 1925 | 1990 | 1995 | 2000 | 2005 | 2010 | 2015 | 2020 |
| --------- | ---- | ---- | ---- | ---- | ---- | ---- | ---- | ---- | ---- | ---- |
| Einwohner | 0505 | 2109 | 2332 | 2590 | 2639 | 2694 | 2704 | 2649 | 2752 | 2818 |

## Wirtschaft und Infrastruktur
Hochheim ist heute ein nahezu reines Wohngebiet. Nordöstlich des Ortes befindet sich der Kressepark, wo nur noch Fische gezüchtet werden. Erfurter Brunnenkresse wird nur noch von der Fam. Fischer angebaut, da sie hier in den feuchten Niederungen der Gera gute Wachstumsbedingungen findet. Nordöstlich von Ort befinden sich der Ega-Park und die Messe. Auch der Steigerwald und der Luisenpark mit Dreibrunnenbad und Quelle sind gut zu Fuß zu erreichen.
Es gibt keine direkte Stadtbahnlinie nach Hochheim, sodass entweder die nördlich des Ortes verlaufende Linie 2 am Ega-Park/Messe oder die östlich verlaufende Linie 6 ab Steigerstraße genutzt werden müssen. Vom Hochheimer Dorfkern gibt es allerdings verschiedene Buslinien: Stadtbus 51 Hochheim–Erfurt Hbf–Linderbach–Windischholzhausen, Stadtbus 60 Hochheim–Rhoda–Erfurt Hbf und den Stadtbus 70 Hochheim–Molsdorf sowie den Regionalbus 170 Erfurt–Hochheim–Neudietendorf–Mühlberg.
In Hochheim befindet sich das katholische Jugendhaus St. Sebastian des Bistums Erfurt.

## Sehenswürdigkeiten

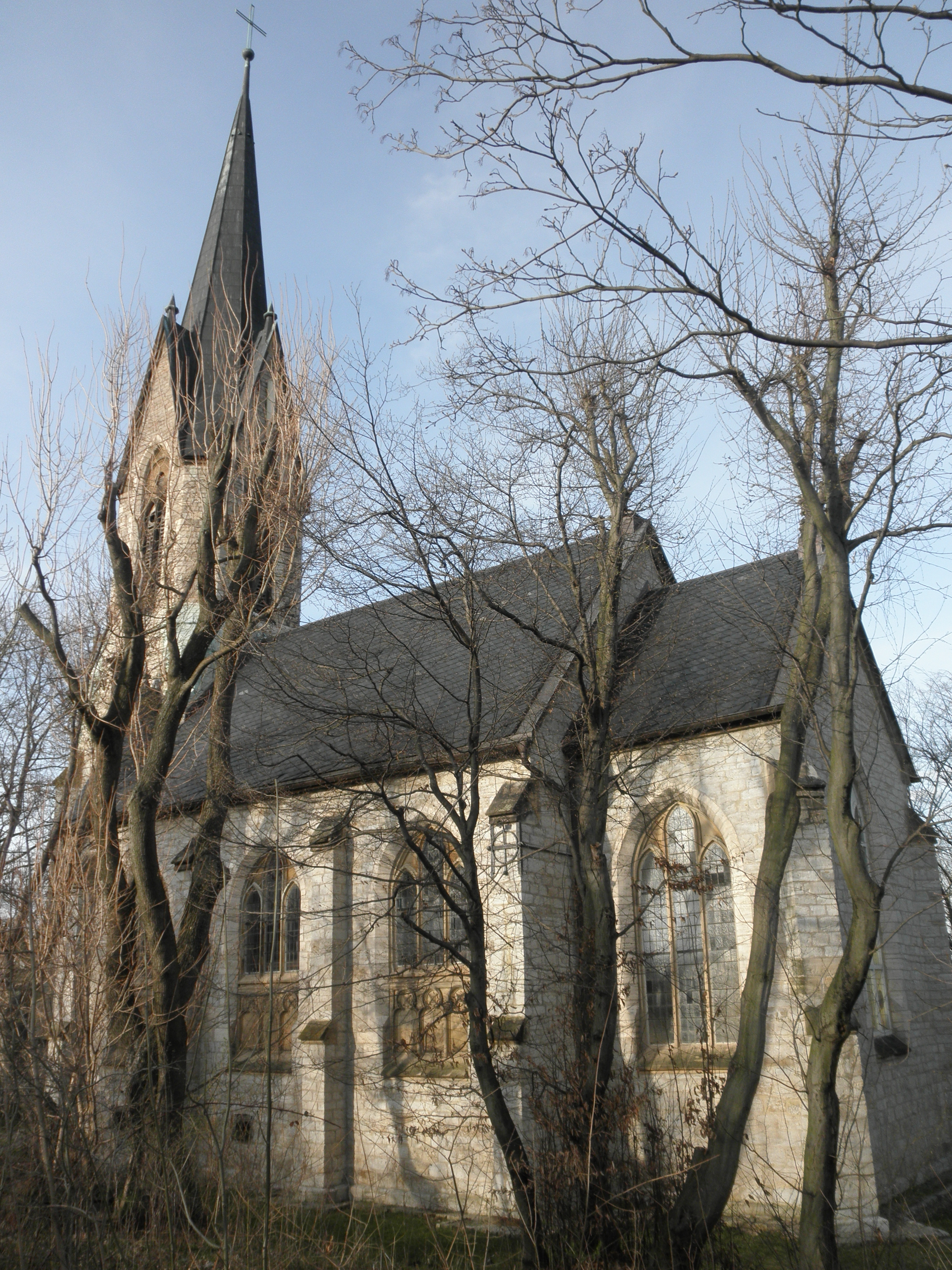
Evangelische Johannes-Kirche

### Kirchen
In Hochheim gibt es zwei Kirchen. Die katholische Dorfkirche ist dem Heiligen Bonifatius geweiht und befindet sich in der Ortsmitte. Sie entstand in ihrer heutigen Form im Wesentlichen zwischen 1729 und 1731; 1756 wurde der Turm ergänzt.
Die evangelische Johanneskirche befindet sich am Angerberg im Westen des Orts. Sie wurde 1883 im neugotischen Stil erbaut, da in das ehemals katholische Hochheim viele evangelische Menschen zugezogen waren. Ihre Ausstattung stammt noch großenteils aus der Entstehungszeit.

### Weiteres
Sehenswert sind auch die Villen im Norden Hochheims, die im späten 19. und der ersten Hälfte des 20. Jahrhunderts entstanden. Damals entwickelte sich Hochheim auf Grund der Lage am Südhang der Cyriaksburg, gegenüber dem Geratal und dem Steigerwald, zum Wohnort der oberen Schichten Erfurts.
Ein Denkmal der Hochheimer Turnerschaft steht westlich des Ortes auf dem ehemaligen Sportplatz am Elsterberg: Es ist ein Viersäulen-Denkmal mit den darüber gesetzten vier großen F für „Frisch-Fromm-Fröhlich-Frei“ als Wahrzeichen der deutschen Turnerschaft. Es wurde 1932 als Ehrenmal für die im Ersten Weltkrieg gefallenen Hochheimer Turner eingeweiht, deren Namenstafel sich früher im Bodenbereich des Denkmals befand. Es steht unscheinbar auf einem kleinen künstlichen Hügel und ist – in einer teilweise verwahrlosten Umgebung – schwer zu finden.

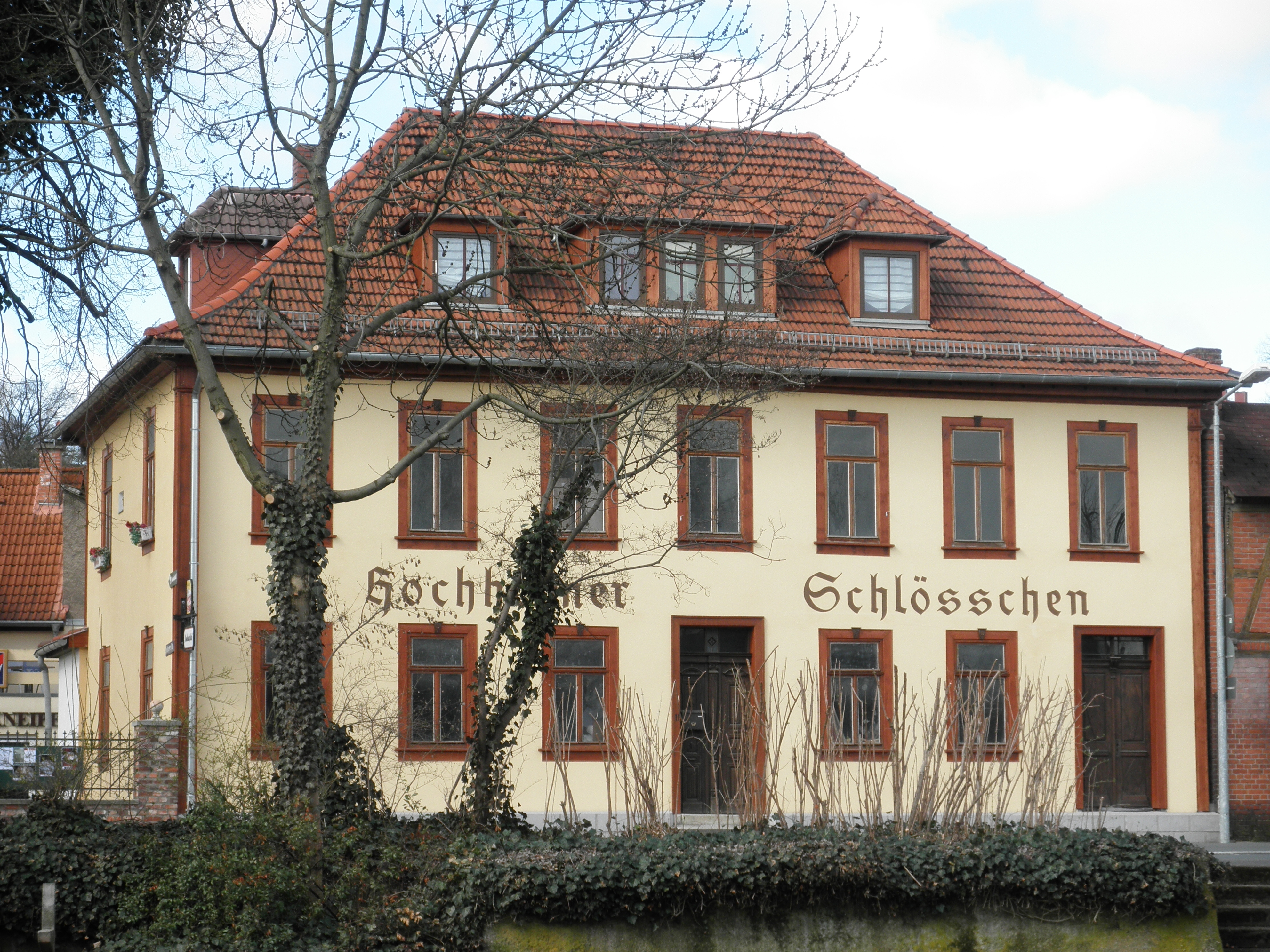
Hochheimer Schlösschen im Ortszentrum
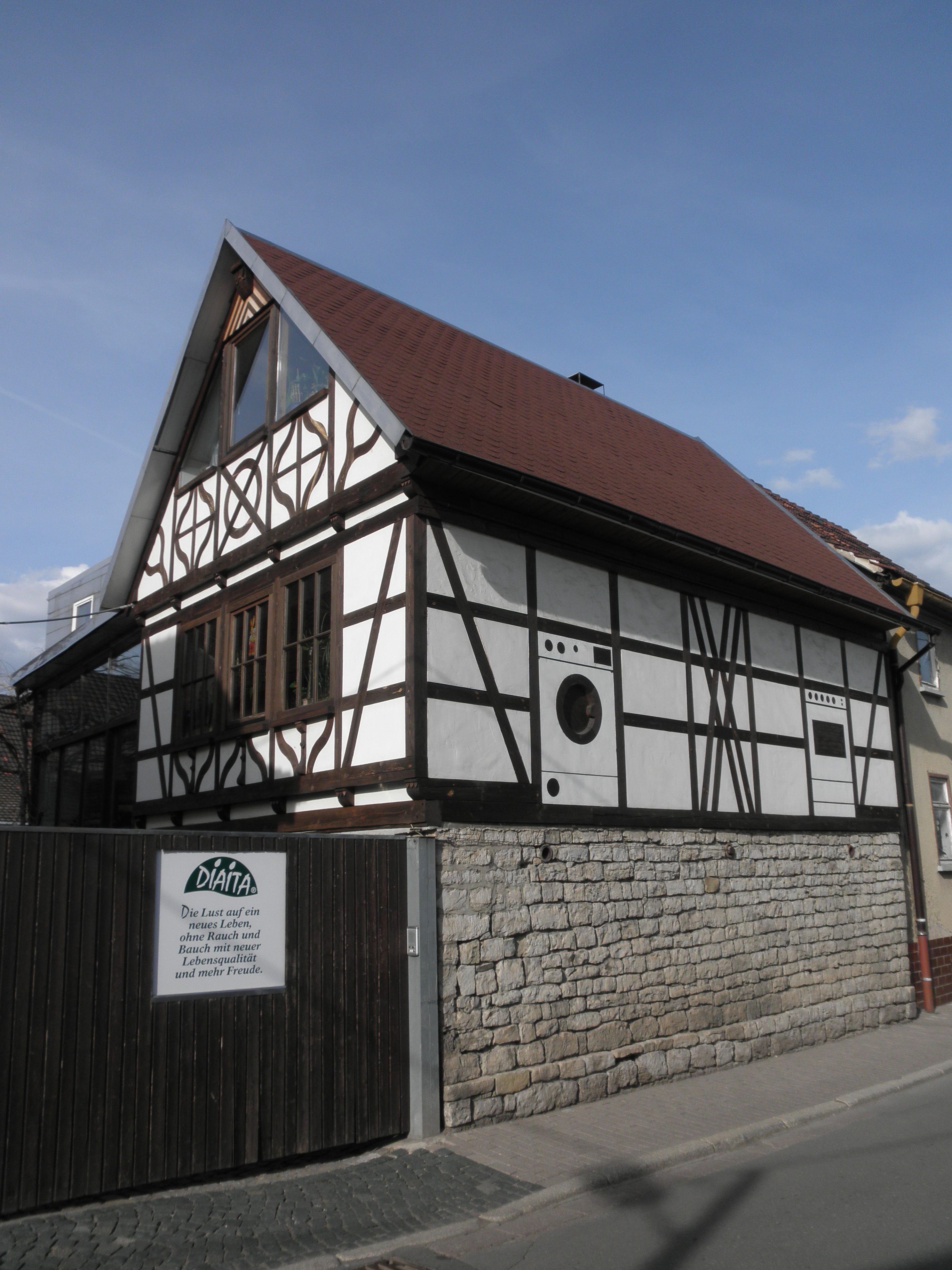
Fachwerkverblendung an einem Wohnhaus
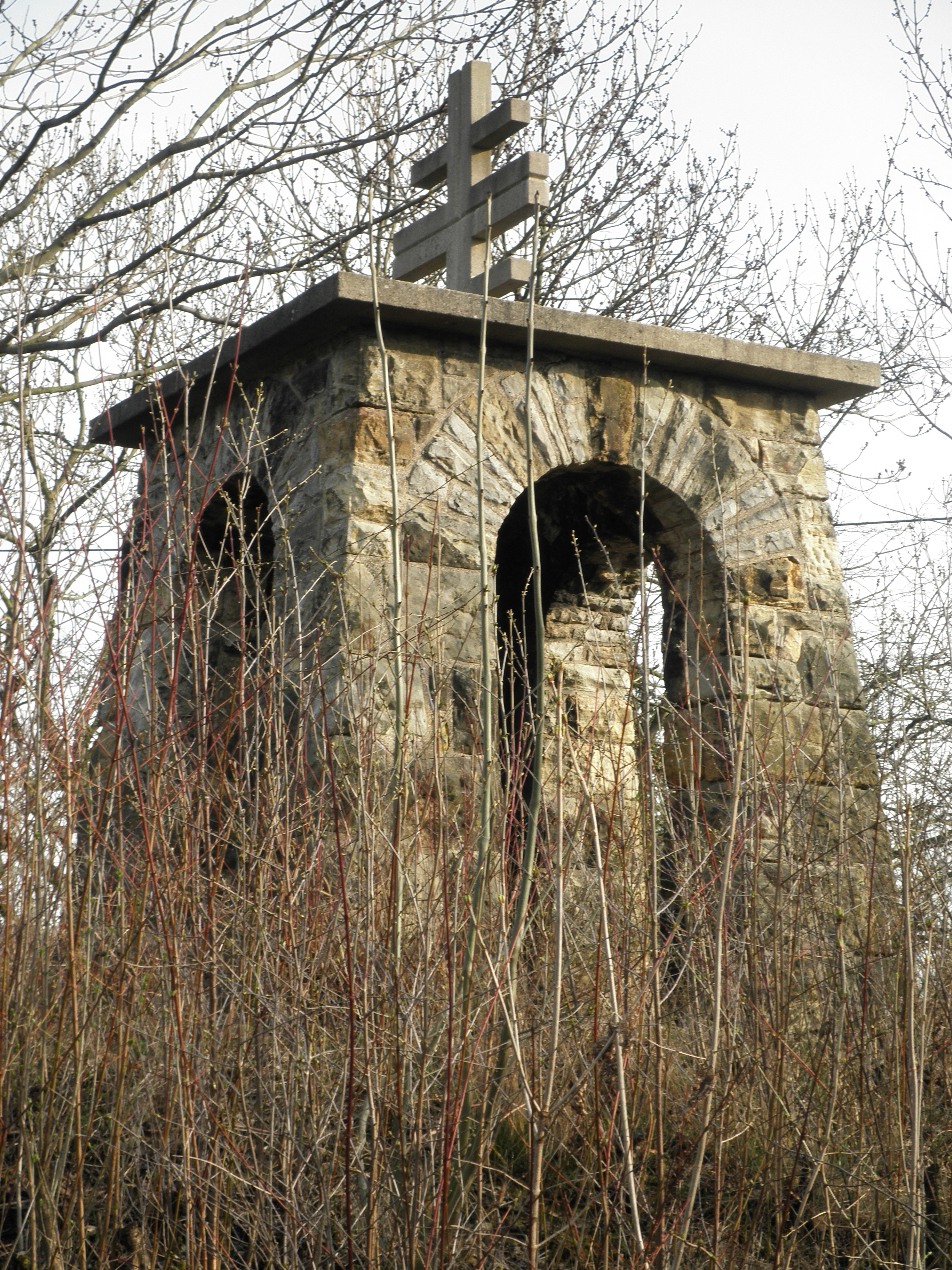
Ehrenmal von 1932 für die Gefallenen der Hochheimer Turnerschaft